# Arthur Salter, 1. Baron Salter
James Arthur Salter, 1. Baron Salter, GBE, KCB, PC  (* 15. März 1881 in Oxford; † 27. Juni 1975 in London) war ein britischer Regierungsbeamter, Hochschullehrer und Politiker (erst Unabhängiger, später der Conservative Party).
Er gehörte von 1937 bis 1950 und erneut von 1951 bis 1953 dem House of Commons als Abgeordneter an und bekleidete als Kanzler des Herzogtums Lancaster (Chancellor of the Duchy of Lancaster) (1945), Wirtschaftsminister (1951–1952) sowie Minister für Materialien (1952–1953) mehrere hohe Regierungsämter. Nach der Erhebung zum Peer gehörte er dem House of Lords an.

## Leben

### Frühes Leben und Erster Weltkrieg
Salter war der älteste von vier Söhnen des James Edward Salter (1857–1937). Dieser war Miteigentümer der Dampfschifffahrtsgesellschaft Salters Steamers und 1909 Bürgermeister von Oxford.
Den Schulbesuch absolvierte er an der City of Oxford High School for Boys. Anschließend studierte er Klassischen Altertumswissenschaften (Literae Humaniores) am Brasenose College der University of Oxford. Er schloss das Studium 1903 mit Auszeichnung ab.
Am 6. Oktober 1904 trat Salter in den britischen öffentlichen Dienst (civil service) ein und wurde zunächst Mitarbeiter (Clerk Class I) in der Transportabteilung der Admiralität, in der er sieben Jahre lang tätig war. Während dieser Zeit lernte er Winston Churchill kennen, der seit 1911 als Marineminister (1st Lord of the Admiralty) amtierte. Im Februar 1912 wechselte er als Mitarbeiter (First Class Clerk) in den Gemeinsamen Ausschuss der Nationalen Krankenversicherung (National Health Insurance Joint Committee) und danach im Mai 1912 Mitarbeiter (Junior Clerk) der Nationalen Krankenversicherungskommission (National Health Insurance Commission).
Während des Ersten Weltkrieges war Salter Leiter der Abteilung für die Beschlagnahmung von Schiffen in dem im Januar 1917 geschaffenen Schifffahrtsministerium (Ministry of Shipping). In dieser Eigenschaft war er für die Einplanung und Zuteilung von Mitteln für den Bau neuer Handelsschiffe verantwortlich. Außerdem stand er an der Spitze einer von der britischen Regierung nach Washington entsandten Delegation, die Verhandlungen mit der US-Regierung wegen eines amerikanischen Schiffbauprogramms führte, das dem Ziel diente kriegsbedingte Schiffsverluste der Briten zu ersetzen. 1917 wurde er zudem Vertreter Großbritanniens im Alliierten Seetransportausschuss AMTC (Allied Maritime Transport Council), dem ferner Jean Monnet für Frankreich, Bernardo Attolico für Italien, George Rublee für die USA angehörten.

### Zwischenkriegszeit
1919 nahm Salter an der Pariser Friedenskonferenz zur Neuordnung Europas nach dem Krieg teil: Er wurde zum Sekretär des Obersten Wirtschaftsrates (Supreme Economic Council), der am 8. Februar 1919 vom Alliierten Obersten Kriegsrat auf Anregung von US-Präsident Wilson geschaffen wurde und die Aufgaben mehrerer Gremien der Kriegsjahre zusammenfasste. Namentlich des Allied Maritime Transport Council, des Interalliierten Ernährungsrates (Inter-Allied Food Council), des Obersten Rates für Versorgung und Hilfen (Supreme Council of Supply and Relief) und des Obersten Blockaderates (Superior Blockade Council).
1920 wurde Salter zum 1. Generalsekretär der durch den Versailler Vertrag geschaffenen Reparationskommission ernannt.
Nach der ebenfalls 1920 erfolgten Gründung des Völkerbundes wurde Salter parallel zum Leiter der Abteilung für Wirtschaft und Finanzen des Völkerbundssekretariats in Genf ernannt. In dieser Eigenschaft bemühte er sich, die Sanierung der Wirtschaften verschiedener Länder, die nach dem Ersten Weltkrieg am Boden lagen, zu unterstützen, um einen wirtschaftlichen Wiederaufschwung des Kontinents zu erreichen. Dies tat er beispielsweise im Falle von Österreich nach der dortigen Finanzkrise des Jahres 1922, wobei der Fokus seiner Arbeit auf der Stabilisierung der österreichischen Währung lag.
Nach seiner Rückkehr nach Großbritannien im Jahr 1930 betätigte Salter sich vorwiegend als Schriftsteller. Die zentralen Themen, mit denen er sich in seinen Veröffentlichung dieser Zeit befasste, waren die politische Ökonomie und effektive Formen demokratischen Regierens. 1932 wurde Salter zudem Vorsitzender einer Konferenz zum Transport auf Straßen und Eisenbahnen, die sich mit den tatsächlichen Kosten und Förderungen für den Verkehr befasste und diese in einem nach ihm benannten Abschlussbericht (Salter Report) veröffentlichte. In diesem wurde gefordert, die Förderung öffentlicher Straßen zu ändern, um der wachsenden Nachfrage durch Automobile und Straßengüterverkehr gerecht zu werden. Daneben forderte der Bericht sicherzustellen, dass Straßen und Eisenbahnen gleich reguliert wurden, um einen gerechten Wettbewerb zu ermöglichen. Nach einigen Liberalisierungen und zahlreichen Protesten von Transportgesellschaften führte die Regierung alles unmittelbares Ergebnis Frachtlizenzierungen und Straßenfonds ein, so dass Transportunternehmen die Kosten für das Straßennetz vollständig decken konnten.
1934 erhielt Salter eine Professur (die sogenannte Gladstone-Professur) für politische Theorien und Institutionen an der University of Oxford. Im selben Jahr wurde er Fellow am dortigen All Souls College.
Nach dem Rücktritt von Lord Hugh Cecil wurde Salter als Parteiloser bei einer Nachwahl (By-election) im Wahlkreis Oxford University gewählt und konnte sich dabei mit 7.580 Stimmen (50,18 Prozent) gegen den Kandidaten der Conservative Party, Farquhar Buzzard (3.917 Stimmen, 25,93 Prozent) und den ebenfalls Parteilosen Frederick Alan Lindemann (3.608 Stimmen, 23,89 Prozent) durchsetzen. Er vertrat diesen Wahlkreis – nach Wiederwahl bei der Wahl vom Juli 1950 – bis zu seiner Aufhebung am 23. Februar 1950.

### Zweiter Weltkrieg
Nach dem Beginn des Zweiten Weltkriegs wurde Salter im November 1939 zum Parlamentarischen Staatssekretär (Parliamentary Secretary to the Ministry of Shipping) beim Ministerium für (zivile) Schifffahrt (Ministry of Shipping) in der von Premierminister Neville Chamberlain gebildeten Kriegsregierung ernannt. Er war damit einer der engsten Mitarbeiter der Schifffahrtsminister John Gilmour, 2. Baronet bbzw. nach einem Ministerwechsel von Robert Hudson. Er behielt seinen Posten auch nach der Bildung der Kriegsregierung von Premierminister Winston Churchill, die die Regierung Chamberlain im Mai 1940 ersetzte, bei. In der Regierung Churchill unterstand er dem Schifffahrtsminister Ronald Cross. Insgesamt amtierte er von November 1939 bis Juni 1941 als Staatssekretär in dem genannten Ministerium.
Von Juni 1941 bis Mai 1945 amtierte Salter dann als Parlamentarischer Staatssekretär (Parliamentary Secretary to the Minister of War Transport) beim Ministerium für Kriegstransportwesen (Ministry of War Transport), das im Mai 1941 durch die Zusammenlegung der beiden bisherigen Ministerien für Transportwesen und Schifffahrt entstanden war. In dieser Stellung unterstand er dem Minister Frederick Leathers.
Nach der Verabschiedung des amerikanischen Leih- und Pachtgesetzes zur Unterstützung der britischen Kriegsanstrengungen im Februar 1941 wurde Salter zum Leiter der britischen Mission (British Shipping Mission) in Washington D.C. ernannt, die sich für die Ankurbelung des Schiffsbaus in den Vereinigten Staaten einsetzte. Er konnte sich dabei auf seine Erfahrungen aus dem Ersten Weltkrieg stützen. Die Mission erhielt ständige Arbeitsräume im Commerce Building in Washington zugeteilt. Inhaltlich verhandelte er Einzelheiten des amerikanischen Schiffbaus zugunsten von Großbritannien und ließ die fertiggestellten Schiffe dorthin überführen. Ebenfalls 1941 wurde Salter Mitglied des britischen Kronrates (Privy Council).
Der Überwachungsapparat des NS-Staates stufte Salter zu Beginn des Zweiten Weltkriegs als eine wichtige Zielperson ein: Im Mai 1940 setzte das Reichssicherheitshauptamt in Berlin ihn auf die Sonderfahndungsliste G.B. ein Verzeichnis von Personen, die im Falle einer erfolgreichen deutschen Invasion Großbritanniens durch die Sonderkommandos der SS-Einsatzgruppen mit besonderer Priorität ausfindig gemacht und verhaftet werden sollten.

### Nachkriegszeit
Nach der Auflösung der Allparteienregierung, die Großbritannien während der Kriegsjahre geführt hatte, am Ende des Zweiten Weltkriegs und der Bildung der konservativen Übergangsregierung Churchill, die die Regierungsgeschäfte bis zur ersten Unterhauswahl nach dem Krieg (im Juli 1945) führte, amtierte Salter vom 25. Mai bis 26. Juli 1945 als Kanzler des Herzogtums Lancaster  (Chancellor the Duchy of Lancaster) der Übergangsregierung. Dies entsprach im Wesentlichen dem Amt eines Ministers ohne Geschäftsbereich und war mit Zugehörigkeit zum Kabinett verbunden.
Nachdem er infolge der Aufhebung seines Wahlkreises seit 1950 keinen Sitz im Unterhaus mehr hatte gelang es ihm 1951 – nun nicht mehr als Unabhängiger, sondern als Konservativer – ins Parlament zurückzukehren: Die Ernennung des Parlamentsabgeordneten Ronald Cross zum Crown Steward and Bailiff of the Manor of Northstead machte eine Nachwahl zur Neubesetzung des vakant gewordenen Parlamentssitzes von Cross, dem Sitz für den Wahlkreis Ormskirk, erforderlich. Die Conservative Party stellte Salter daraufhin als Kandidat bei einer Nachwahl in Ormskirk am 5. April 1951 auf. Er gewann die Nachwahl anschließend deutlich mit 24.190 Stimmen (71,47 Prozent) und kehrte dann als Abgeordneter ins Unterhaus zurück. Diesmal gehörte er dem Parlament knapp zweieinhalb Jahre an, bis er am 16. Oktober 1953 auf sein Mandat verzichtete. Sein Nachfolger als Abgeordneter für Ormskirk wurde sein Parteifreund Douglas Glover der die nach Salters Ausscheiden fällig werdende Nachwahl am 12. November 1953 gewann.
Nach dem Wahlsieg der konservativen Tories bei der Unterhauswahl vom 25. Oktober 1951 wurde Salter in die das dritte Kabinett Churchill berufen: Er trat in das Schatzamt ein, wobei er bei formale Unterstellung unter den Schatzkanzler, aber mit eigenem Zugang zum Kabinett, vom 31. Oktober 1951 bis zum 24. November 1952 als Wirtschaftsminister (Minister of Economic Affairs) der Regierung amtierte. Zu seinen engsten Mitarbeitern in diesem Amt gehörte sein damaliger Parlamentarischer Privatsekretär, Aubrey Jones. Als das Amt des Wirtschaftsministers am 24. November 1952 abgeschafft wurde übernahm Salter als Nachfolger von Philip Cunliffe-Lister, 1. Viscount Swinton das Amt des Ministers für Materialien (Minister of Materials). Dieses bekleidete er knapp eineinhalb Jahre, bis zu seiner Ablösung durch Frederick Marquis, 1. Viscount Woolton am 1. September 1953.
Nachdem Salter sich im September/Oktober 1953 aus der aktiven Politik zurückzog und sein Abgeordnetenmandat für das Unterhaus niederlegte, wurde er durch ein Letters Patent vom 16. Oktober 1953 als Baron Salter, of Kidlington in the County of Oxford, in den erblichen Adelsstand der Peerage of the United Kingdom erhoben. Dadurch wurde er im November 1953 Mitglied des Oberhauses (House of Lords), dem er mehr als zwanzig Jahre lang, bis zu seinem Tode am 27. Juni 1975, angehörte.
Da Salter ohne männliche Nachkommen verstarb, erlosch sein Adelstitel mit seinem Tod.
Salters Nachlass wird im Churchill Archives Centre der Universität Cambridge verwahrt.

## Ehe und Familie
Salter war seit 1940 mit Julia Maria Millin verheiratet. Die Ehe war kinderlos, so dass sein erblicher Adel mit seinem Tod erlosch.

## Ehrungen
Für seine Verdienste im Ersten Weltkrieg wurde Salter am 31. Mai 1918 Companion des Order of the Bath (CB). Am 4. Februar 1922 folgte seine Ernennung zum Kommandeur der französischen Ehrenlegion. Ebenfalls 1922 wurde er zum Knight Commander des Order of the Bath (KCB) geschlagen, so dass er fortan den Namenszusatz „Sir“ führte.
1941 wurde Salter Mitglied des Geheimen Kronrates (Privy Council) und 1944 Knight Grand Cross des Order of the British Empire (GBE).
Zudem war Salter Inhaber von Ehrendoktoraten der Universitäten Oxford und Manchester in Großbritannien, der Universität Wien, sowie der Harvard University, der Columbia University, der University of California und der Amherst University in den Vereinigten Staaten.

## Schriften
- Allied Shipping Control. An Experiment in International Administration, The Clarendon Press, Oxford-London-New York City 1921.
- The Reoncstrutcion of Austria, in: Foreign Affairs 2. Jg. (1924), S. 630–643.
- The Economic Consequences of the League, 1927.
- The World’s Economic Crisis and the Way of Escape, 1932. (zusammen mit John Maynard Keynes, William Henry Beveridge u. a.)
- Political Aspects of the World Depression, Clarendon Press, Oxford 1932.
- Recovery. The Second Effort, G. Bell, London 1932.
- The Framework of an Ordered Society, Cambridge University Press, Cambridge 1933.
- The United States of Europe, 1933.
- Modern Mechanization and its Effects on the Structure of Society, Oxford University Press, H. Milford, London 1933.
- China and Silver, Economic Forum, inc., New York City 1934.
- Toward a Planned Economicy, New York 1934.
- The English Speaking Peoples and World peace, League for Political Education, New York City 1936.
- World Trade and its Future, University of Pennsylvania Press, Philadelphia 1936.
- Statistics and the Public, 1937.
- „Economic Nationalism: Can it Continue?“, in: Sidney Webb (Hrsg.): What is Ahead of Us?, 1937.
- The Dual Policy, Oxford University Press, H. Milford, London 1939.
- Security: Can We Retrieve It?, 1939.
- Personality in Politics. Studies of Contemporary Statesmen, 1942.
- Foreign Investment, Princeton University, Princeton 1951.
- The United States of Europe and other Papers, Reynal and Hitchcock, New York City 1957.
- Memoirs of a Public Servant, Faber and Faber, London 1961.
- Slave of the Lamp. A Public Servant's Notebook, London 1967.